# Hermann Schneider (Maler)
Hermann Schneider (* 15. Juni 1847 in München; † 24. Juli 1918 ebenda) war ein deutscher Maler und Illustrator der Münchner Schule.

## Leben

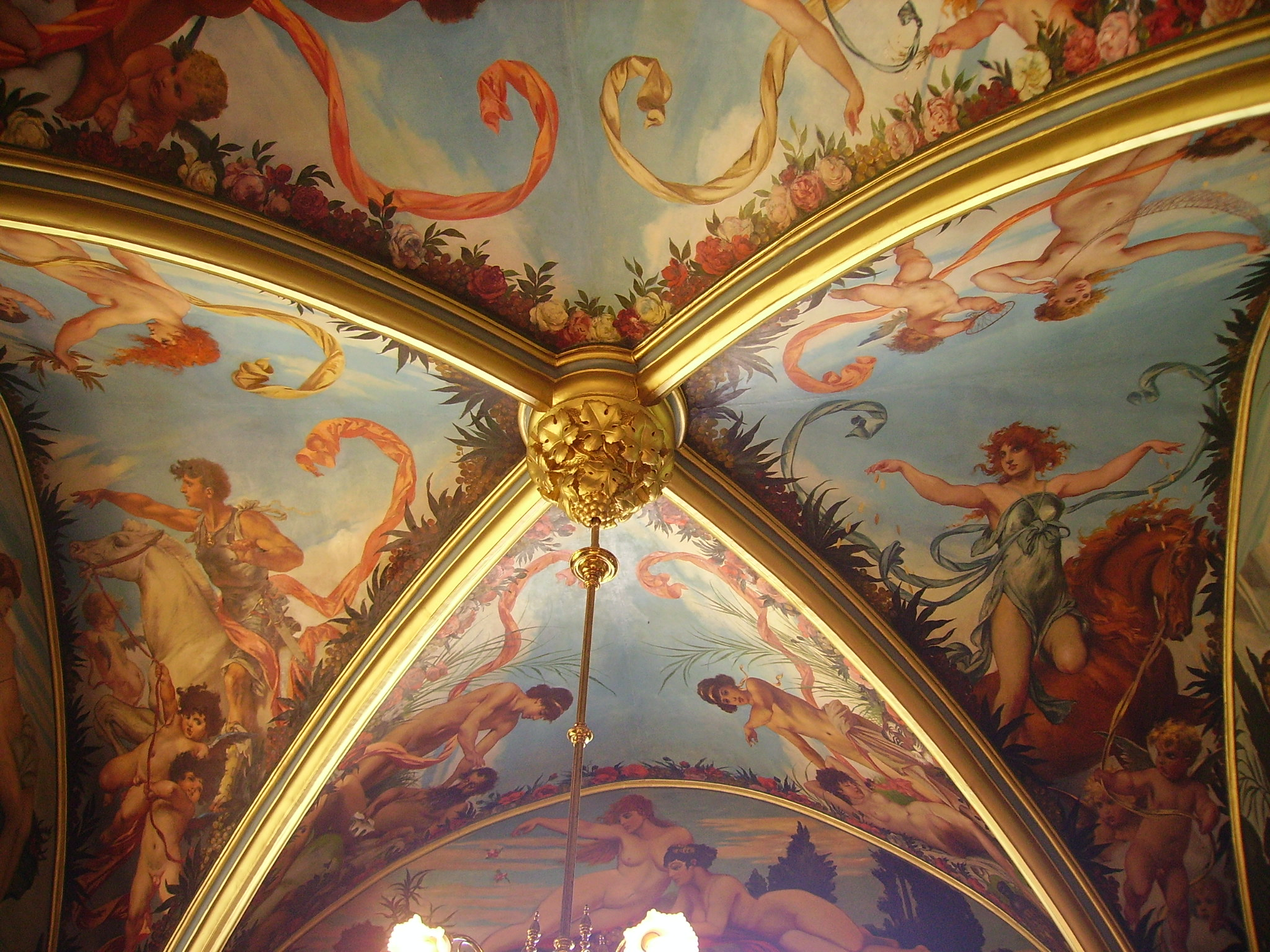
Allegorien und Historien als Deckengemälde im Kneipzimmer von Schloss Drachenburg, 1884

Schneider wurde als Sohn des Verlegers Friedrich Schneider in München geboren. Ein jüngerer Bruder war der Maler Fritz Schneider. Im väterlichen Verlag Braun & Schneider erhielt er eine künstlerische Ausbildung bei Kaspar Braun. Am 2. November 1864 schrieb er sich zum Studium der Malerei an der Königlichen Akademie der Bildenden Künste seiner Vaterstadt ein. In München war er zeitlebens tätig. In den 1880er Jahren gehörte er zu den Münchner Künstlern, die mit der Ausmalung des Schlosses Drachenburg beauftragt waren.